# Allium eusperma
Allium eusperma là một loài thực vật có hoa trong họ Amaryllidaceae. Loài này được Airy Shaw mô tả khoa học đầu tiên năm 1931.